# Молине (коммуна)
Молине́ (фр. Molinet) — коммуна во Франции, находится в регионе Овернь. Департамент коммуны — Алье. Входит в состав кантона Домпьер-сюр-Бебр. Округ коммуны — Мулен.
Код INSEE коммуны — 03173.

## Население
Население коммуны на 2008 год составляло 1176 человек.
| 1962 | 1968 | 1975 | 1982 | 1990 | 1999 | 2008 |
| ---- | ---- | ---- | ---- | ---- | ---- | ---- |
| 1062 | 1090 | 1179 | 1147 | 1264 | 1159 | 1176 |

## Экономика
В 2007 году среди 733 человек в трудоспособном возрасте (15—64 лет) 535 были экономически активными, 198 — неактивными (показатель активности — 73,0 %, в 1999 году было 70,9 %). Из 535 активных работали 478 человек (268 мужчин и 210 женщин), безработных было 57 (20 мужчин и 37 женщин). Среди 198 неактивных 42 человека были учениками или студентами, 88 — пенсионерами, 68 были неактивными по другим причинам.